# Perlo (torrente)
Il Perlo è un torrente italiano di 7 km, affluente del Lago di Como, è il secondo corso d'acqua più importante del Triangolo Lariano dopo il Lambro, nasce alle pendici del monte San Primo (1682 mt.) e si sviluppa per intero da sud verso nord all'interno del Comune di Bellagio in Lombardia.
Il corso d'acqua, assimilabile al regime torrentizio, nel corso dell'anno non rimane mai in secca e questa caratteristica ha permesso di sfruttarlo con la presenza di molti mulini ad acqua distribuiti lungo la Valle del Perlo, in particolare in località Mulini dove se ne trovavano diversi che servivano per la macinazione dalle castagne ai cereali.